# Boselaphus
Boselaphus é um gênero de bovídeo, da subfamília Bovinae. O nilgó (Boselaphus tragocamelus) é a única espécie do gênero. O gênero Boselaphus, juntamente com Tetracerus, forma a tribo Boselaphini.